# Cuba (Schiff, 1911)
Die Cuba war ein Kanonenboot (nach kubanischer Klassifizierung: Kreuzer) und das erste Kriegsschiff, das eigens für die 1909 gegründete kubanische Marine („Marina de Guerra“) als Neubau erworben wurde.

## Geschichte
Die Cuba war bis Ende der 1940er Jahre, als von den Vereinigten Staaten die Fregatten José Martí, Antonio Maceo und Máximo Gómez (jeweils 2199 t) angekauft wurden, die größte Einheit der Marina de Guerra. Taufpatin beim Stapellauf am 10. Oktober 1911 in Philadelphia war Mariana Gómez, Tochter des damaligen kubanischen Präsidenten José Miguel Gómez, der als Gründer der kubanischen Marine gilt. Erster Kommandant der Cuba war Korvettenkapitän Gabriel Díaz Quebús.
1913 wurde der Kreuzer zu einer diplomatischen Mission nach Mexiko entsandt. Infolge der Mexikanischen Revolution sollte auf Vermittlung des kubanischen Botschafters in Mexiko Ex-Präsident Francisco Madero durch die Cuba ins Exil transportiert werden. Doch Madero wurde noch vor seiner Abreise ermordet, so dass der Kreuzer nur noch Familienangehörige Maderos nach Havanna transportierten konnte.
Obwohl Kuba 1917 dem Deutschen Reich den Krieg erklärte, ist von einem Einsatz des Kreuzers im Ersten Weltkrieg nichts bekannt.
1933 war die Cuba am Angriff auf das Castillo de Atarís beteiligt, der zum Sturz von Präsident Gerardo Machado führte. 1934 meuterte der Kommandant des Kreuzers, da er mit Personalentscheidungen in der Marineführung nicht einverstanden war. Folgen sind nicht bekannt.

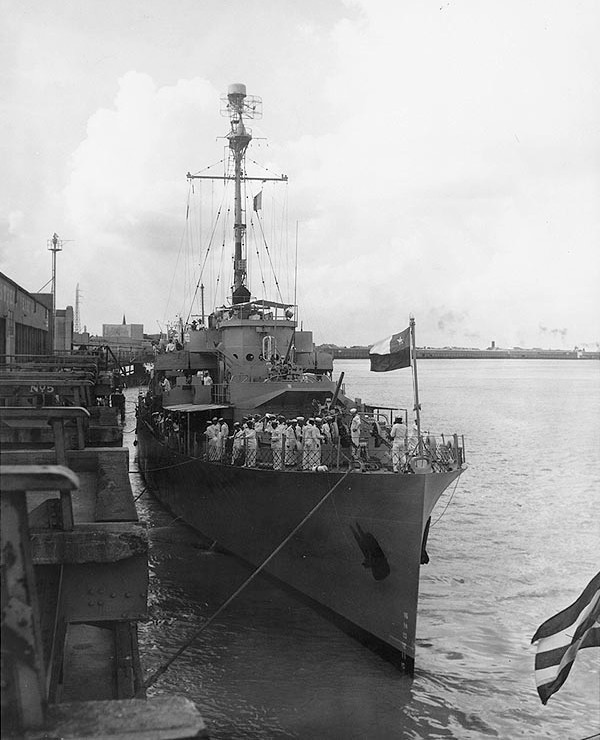
Die Antonio Maceo 1950

1936/37 wurde die Cuba in den Vereinigten Staaten vollständig modernisiert. Sie erhielt statt der bisherigen Kohlefeuerung eine Ölfeuerung und einen Schornstein, der die beiden alten ersetzte. Außerdem wurde der Bug umgebaut und Flak eingebaut wie auch Mittel zur U-Bootabwehr. Auch wurden die Funkanlagen modernisiert und die Wohneinrichtungen für die Mannschaften. Eine Skizze von Erich Gröner im Weyer von 1943/44 zeigt das Aussehen des Kreuzers, der hier als Kanonenboot bezeichnet wird, nach dem Umbau.
1937 nahm der Kreuzer in Spithead an einer Flottenparade anlässlich der Krönung König Georg VI. teil. Anschließend besuchte die Cuba Oslo. Es war bislang (Stand 2021) die einzige Nordeuropareise eines kubanischen Kriegsschiffs.
Im Zweiten Weltkrieg wurde die Cuba während der Karibikschlacht als Konvoibegleiter eingesetzt und legte in dieser Zeit 28.000 Seemeilen zurück. Zwischenfälle sind nicht bekannt.
Während der Kubanischen Revolution fand am 5. September 1957 in Cienfuegos ein Aufstand von Marineangehörigen statt. Eine Schlüsselrolle in dem Unternehmen sollte die Cuba spielen. Der Plan sah vor, den Kreuzer zu besetzen und damit Festungsanlagen in Havanna zu beschießen. Das Unternehmen scheiterten aus diversen Gründen bereits zu Beginn des Aufstands, der unter anderem durch den Einsatz von Panzern niedergeschlagen wurde.
Durch die Anschaffung von drei modernen Fregatten wurde die Cuba, inzwischen rund 40 Jahre alt, als reines Kriegsschiff obsolet und diente ab 1952 als Präsidentenfahrzeug und Schulschiff. 1961 wurde sie außer Dienst gestellt und lag in Mariel auf. Unklar wann, wurde sie als Zielschiff vor der Pinieninsel (später in Isla de la Juventud umbenannt) mit Seezielflugkörpern vermutlich eines Flugkörperschnellboots versenkt. Das Wrack liegt in flachem Gewässer und soll gegenwärtig noch teilweise sichtbar sein.